# Tricyphona (Tricyphona) novaezelandiae
Tricyphona (Tricyphona) novaezelandiae is een tweevleugelige uit de familie Pediciidae. De soort komt voor in het Australaziatisch gebied.